# Agathon Rwasa
Agathon Rwasa är en burundisk politiker som är vice president i burundiska parlamentet.

## Biografi
Rwasa var tidigare ledare för rebellgruppen National Forces for Liberation. Han kandiderade i presidentvalet 2010, men drog då tillbaks sin kandidatur i slutskedet. Mellan åren 2010 och 2013 höll han sig gömd.
Han kandiderade även i presidentvalet i Burundi 2015, då som oberoende kandidat. Han fick då näst flest röster (efter vinnaren Pierre Nkurunziza) med 18,99 procent. Efter detta val erbjöds han posten som vice president i parlamentet. Den 18 mars 2024 noterar den burundiska regeringen besluten från den extra kongress som anordnades av National Congress for Freedom, som inte längre erkänner Agathon Rwasa som partiets främsta ledare.